# Eigenrode
Eigenrode  is een dorp in de Duitse gemeente Unstruttal in het Unstrut-Hainich-Kreis in Thüringen. Het dorp ontstond in 1545 uit de vroegere nederzettingen Eichelroda en Ebelroda. 
Tot 1995 was Eigenrode een zelfstandige gemeente. In dat jaar fuseerden zes gemeenten, waaronder Eigenrode, tot de nieuwe gemeente Unstruttal.